# Chropowatość powierzchni
Chropowatość lub chropowatość powierzchni – cecha powierzchni ciała stałego, oznacza rozpoznawalne optyczne (choć niekoniecznie gołym okiem) lub wyczuwalne mechanicznie nierówności powierzchni, niewynikające z jej kształtu, a charakteru obróbki i użytego narzędzia i przynajmniej o jeden rząd wielkości drobniejsze. Chropowatość, w przeciwieństwie do innej podobnej cechy – falistości powierzchni, jest pojęciem odnoszącym się do nierówności o relatywnie małych odległościach wierzchołków. Wielkość chropowatości powierzchni zależy od rodzaju materiału i przede wszystkim od rodzaju jego obróbki.
W budowie maszyn stosuje się zwykle dwa parametry (używa się więcej parametrów – te dwa można uznać za podstawowe) określające:
Średnie arytmetyczne odchylenie profilu od linii średniej – Ra
{\displaystyle Ra\approx {\frac {1}{n}}\sum |y_{n}|}
Linia średnia jest teoretyczną linią, przy której suma kwadratów odległości wzniesień i zagłębień jest najmniejsza. Pomiaru dokonuje się na odcinku elementarnym (Le/λc/lr) określanym przez Polską Normę PN-ISO 4288:1998 (DIN EN ISO 4288:1998) oraz DIN EN ISO 3274:1998— długość odcinka elementarnego zależy od wartości parametru chropowatości i może być równa jednej z sześciu wartości wyrażonych w milimetrach: 25; 8; 2,5; 0,8; 0,25; 0,08.
Wysokość chropowatości według dziesięciu punktów profilu – Rz
Suma średniej arytmetycznej wysokości pięciu najwyższych wzniesień ponad linię średnią i średniej głębokości pięciu najniższych wgłębień poniżej linii średniej.
Parametr Rz został usunięty z norm ISO, nie został zastąpiony żadnym innym. Obecnie symbolem Rz oznacza się największą wysokość profili (wcześniej Ry) [EN ISO 4287]
{\displaystyle R_{z}={\frac {W_{1}+W_{2}+W_{3}+W_{4}+W_{5}}{5}}+{\frac {|D_{1}+D_{2}+D_{3}+D_{4}+D_{5}|}{5}}}
Chropowatość mierzona jest specjalnymi urządzeniami pomiarowymi zwanymi profilometrami. Większość z produkowanych obecnie urządzeń jest w stanie zmierzyć obydwa parametry.

## Klasy chropowatości
Nieaktualna już Polska Norma PN-58/M-04252 (obecnie PN-EN ISO 1302:2004) wyróżniała 14 klas chropowatości. Każdej z nich odpowiadał zakres chropowatości Ra lub Rz.
| Klasa chropowatości | Ra   | Rz   | Rodzaj obróbki                   |
| ------------------- | ---- | ---- | -------------------------------- |
| 1                   | 80   | 320  | zgrubna obróbka skrawaniem       |
| 2                   | 40   | 160  | zgrubna obróbka skrawaniem       |
| 3                   | 20   | 80   | dokładna obróbka skrawaniem      |
| 4                   | 10   | 40   | dokładna obróbka skrawaniem      |
| 5                   | 5    | 20   | wykończeniowa obróbka skrawaniem |
| 6                   | 2.5  | 10   | wykończeniowa obróbka skrawaniem |
| 7                   | 1.25 | 6.3  | szlifowanie zgrubne              |
| 8                   | 0.63 | 3.2  | szlifowanie dokładne             |
| 9                   | 0.32 | 1.6  | szlifowanie wykończeniowe        |
| 10                  | 0.16 | 0.8  | docieranie                       |
| 11                  | 0.08 | 0.4  | docieranie pastą diamentową      |
| 12                  | 0.04 | 0.2  | honowanie                        |
| 13                  | 0.02 | 0.1  | polerowanie                      |
| 14                  | 0.01 | 0.05 | polerowanie                      |

## Chropowatość w rysunku technicznym
Na rysunkach technicznych chropowatość pokazuje się, stosując znak chropowatości wraz z pożądanymi informacjami (norma PN-ISO 1302:1996):
a – wartość chropowatości poprzedzona symbolem skali (np. Ra, Rz)
b – wartość reprezentująca naddatek materiału na obróbkę
c – symbol kierunkowości struktury powierzchni
d – informacja o metodzie wykonania, rodzaju obróbki
e – wartość reprezentująca wysokość falistości, poprzedzona odpowiednim symbolem lub długość odcinka elementarnego jeżeli nie jest wyszczególniony w normie (ISO 4288)
f – wartość parametru chropowatości innego niż Ra poprzedzona symbolem skali.
Wszystkie parametry liczbowe podawane są w mikrometrach.
Dodatkowo znak chropowatości umieszcza się w prawym, górnym rogu nad ramką (odnosi się wtedy do wszystkich powierzchni elementu) oraz za nim w nawiasie malejące symbole dla chropowatości wyszczególnionych na rysunku.

## Kryteria akceptacji dla pomiarów chropowatości w instalacjach higienicznych
Chropowatość powierzchni jest parametrem istotnie wpływającym na skuteczność jej czyszczenia. W instalacjach higienicznych (branża spożywcza, branża kosmetyczna, branża farmaceutyczna) chropowatość jest często jednym z kryteriów odbiorowych dla nowo budowanej instalacji. Dla powierzchni wewnętrznych często stosowanym kryterium akceptacji jest chropowatość Ra ⩽ 0,8 μm (rzadziej Ra ⩽ 0,4 μm).